# الاسم الممدود
الاسم الممدود هو اسمٌ آخرُه ألِفٌ زائدة، بعدها همزة، نحو: [سماء - صحراء - بنّاء - قُرّاء (القُرّاء: هو القارئ الناسك)].

## تثنيته وجمعه
إذا ثنّيتَ الاسم الممدود أو جمعته: فإن كانت همزتُه أصليةً، بقيت على حالها قولاً واحداً(1) . نحو: [قرّاءان - قرّاءتان - قرّاؤون - قرّاءات]. وإن كانت زائدةً للتأنيث قُلِبَت واواً قولاً واحداً نحو: [صحراء - صحراوان - صحراوات] و [حسناء - حسناوان - حسناوات] و[حمراء - حمراوان - حمراوات] (الأصل: صحر - حسن - حمر) إن لم تكن أصلية ولا زائدة، بل منقلبة عن واو أو ياء، فلك الخيار: تبقيها همزة أو تقلبها واواً نحو: [كساء: كساءان أو كساوان]، [غطاء: غطاءان أو غطاوان]، [سماء: سماءان أو سماوان، وفي الجمع: سماءات أو سماوات](2).

## استخلاص
مَنْ كان يكره تشعيب القواعد، وتفريعَها، فليستمسك بما يلي:
- إذا كانت همزة الاسم الممدود أصلية لم تتغير عند تثنيته وجمعه قولاً واحداً: [الأصلي لا يتغير].
- فإن كانت زائدة للتأنيث، قُلبت واواً، قولاً واحداً.
- وأما في غير هاتين الحالتين، فلك الخيار: تبقيها همزة، أو تقلبها واواً.